# Дом двух почётных граждан
Дом двух почётных граждан — здание на улице Ленина в Перми. С 2000 г. является памятником градостроительства и архитектуры регионального значения.

## История
В 1874 г. почётный гражданин Перми, купец 1-й гильдии Григорий Степанович Ташлыков подал заявку на возведение дома по улице Покровской (ныне — улица Ленина). Дом планировалось построить вместо находившегося здесь небольшого принадлежавшего купцу деревянного дома, который стоял здесь ещё в 1863 г. Новое одноэтажное деревянное здание было возведено на каменном фундаменте с каменными службами и воротами в стиле смешения классицизма и позднего барокко. Дом был построен с арочными окнами и четырьмя полукруглыми колоннами, его стены оштукатурены и покрыты лепниной.
После смерти Ташлыкова владельцем дома стал другой почётный гражданин Перми Николай Иванович Михайлов.
Дом прошёл реконструкцию и реставрацию и соответствует чертежам XIX в. Ныне в нём находится гастробар "Presidium".